# Боран (народ)

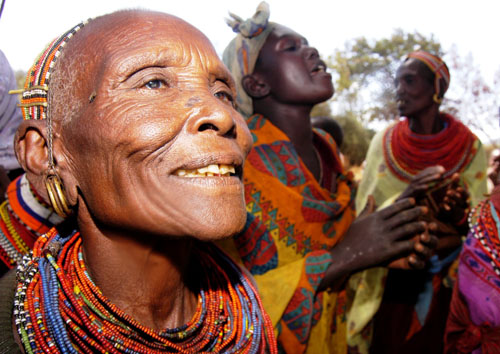
Танцовщица боран, Кения, 2006

Боран — кушитская народность, субэтническая группа оромо; проживают в Южной Эфиопии и Северной Кении.

## Расселение
Проживают в пустыне на самом севере, у границы с Эфиопией. Когда-то они обитали в районе Рога Африки — принятое в географии название Сомалийского полуострова, глубоко выдающегося на восток в форме рога, затем, несколько веков назад, откочевали в северную Эфиопию, а уже в начале нынешнего века вторглись в Кению. В Эфиопии живёт около 2 млн. боран, а в Кении — лишь 35 тыс. человек. (Ягья В. С. 1998: 24)
Оромо, проживающие в северной части Кении, впервые вошли в область южной Эфиопии во время основного миграционного расширение в конце X века. Затем стали разделяться на группы по разведению крупного рогатого скота и разведению верблюдов.
Боран говорят на языке борана, которая является частью кушитской ветви афразийской семьи. (Кобищанов Ю. М. 1977: 162)

## Образ жизни
Боран — скотоводы-кочевники, четыре раза в год они мигрируют в поисках пастбищ, живут за счёт продажи крупного рогатого скота и выращивания посевов, включая теф и чат. Большинство предметов быта они делают из древесины и шкур. Во владении собственностью и строительстве домов женщины равноправны мужчинам. (Райт М. В. 1951: 25)
Также люди этого племени «сотрудничают» с медоуказчиками, которые указывают им местоположение гнезда диких пчёл. Люди всегда оставляют птицам соты.

## Жилище
На стоянках строят круглые хижины из ветвей и травы, а пока жилища не готовы, спят в переносных травяных шалашах — дассе. Обычно их поселения организуются вокруг глубоких, никогда не пересыхающих колодцев. Чтобы достать из них воду, мужчины выстраиваются на шаткой лестнице от дна до поверхности и под ритмичные песнопения передают баклаги с водой снизу вверх, пока не заполнят поилки для скота. (Воляк П. К. 2009: 222)

## Традиции
Песенная традиция в культуре племени боран очень сильна.
Так же Боран имеют свой собственный календарь, восходящий, по оценкам исследователей, к III веку до н. э. В зависимости от положения Солнца и Луны выделяют 12 месяцев, названия которым дают созвездия и лунные фазы. (Ольдерогге Д. А. 1936: 6)

## Общественный строй
В обществе боран до сих пор действует иерархическая структура — гада, распространённая среди всех оромо с XVII века. (Чернецов С. Б. 1981: 117) Население племени делится на возрастные классы, права и обязанности каждого из которых строго очерчены, в основе которой — патриархальная семья. Например, молодой воин-боран традиционно были обязаны совершить на соседнюю территорию и убить как минимум одного взрослого противника. Сейчас, правда, позволяется заменить врага животным.
Тип брачного поселения — патрилокальный.(Ольдерогге Д. А. 1936: 11)

## Семейная организация
Боран полигамны, имеют не менее двух жён. Нередки, правда и разводы. (Воляк П. К. 2009:222)

## Внешний вид
Люди этого племени предпочитают в одежде тёмные цвета и заворачиваются в шали или тонкие одеяла.
Женщины часто покрывают голову шарфом, а мужчины носят небольшую шапочку или чалму. Кроме того, мужчины выстригают волосы в центре головы, а более длинные боковые пряди взбивают в подобие шара. Рыжая, крашенная хной, борода вождя племени боран — верный знак того, что он ещё способен к продолжению рода. (Воляк П. К. 2009:222)
Женщины украшают свои головы сотнями тоненьких чёрных косичек.
Мужчины боран — худые, с гордой осанкой и точёными лицами и длинными носами, причисляются антропологами к эфиопской расе. Отправляясь в путь, боран сооружают себе на голове огромную белую чалму с выпущенным концом. (Кобищанов Ю. М. 1977: 171)

## Верования
Несмотря на то, что на племена орома большое влияние оказал ислам, боран до сих пор придерживаются древней религии, преклоняясь богу Ваку. В сильные засухи ему приносят жертвы, самой ценной из которой является первенец. Сегодня человеческие жертвоприношения остались в области легенд. (Райт М. В. 1951: 27)